# Xian de Xianghe
Le xian de Xianghe (香河县 ; pinyin : Xiānghé Xiàn) est un district administratif de la province du Hebei en Chine. Il est placé sous la juridiction de la ville-préfecture de Langfang.

## Démographie
La population du district était de 313 684 habitants en 1999.